# InvestEU

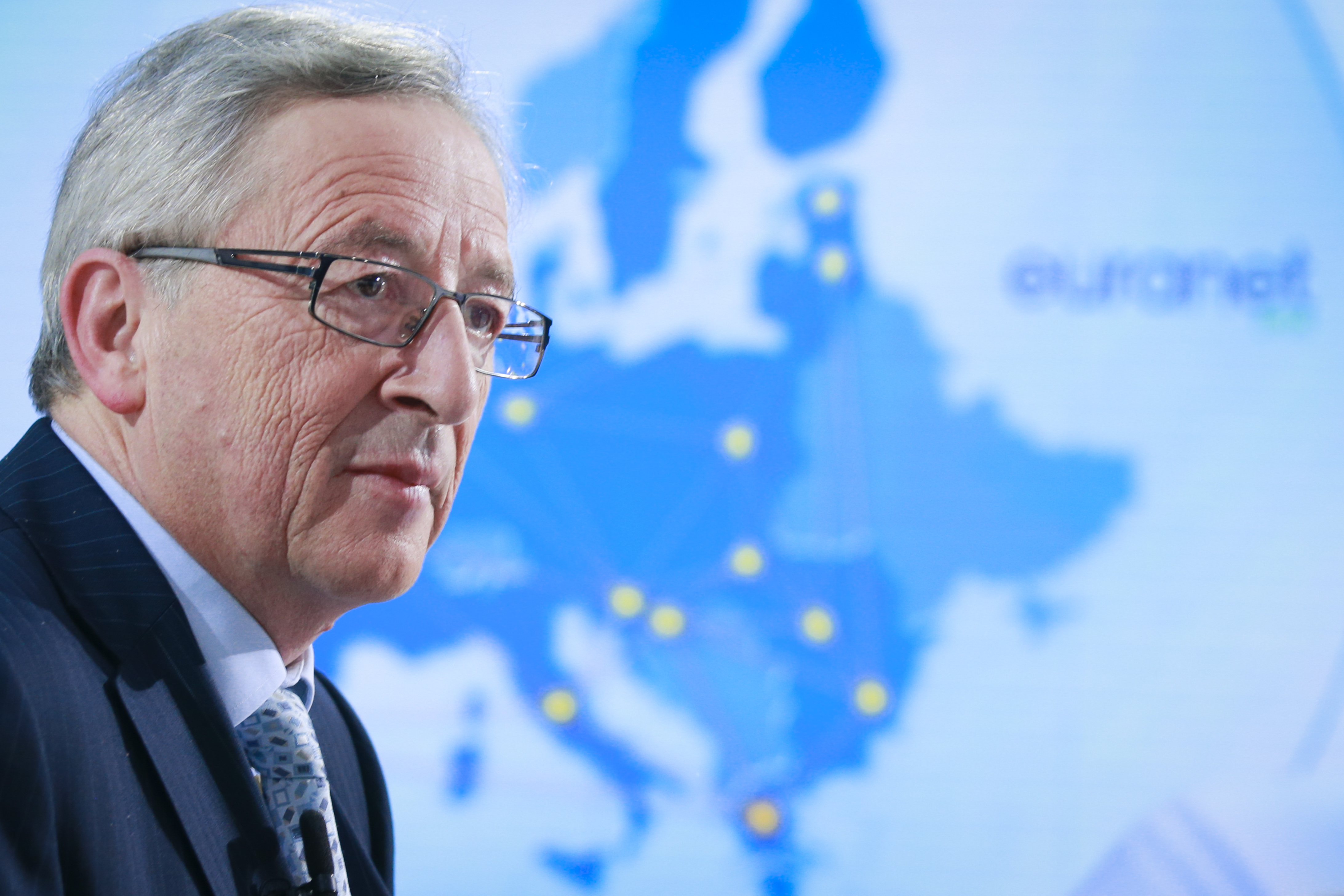
Fonden är uppkallad efter kommissionens ordförande Jean-Claude Juncker.

InvestEU, tidigare Europeiska fonden för strategiska investeringar (EFSI), även känd som Junckerfonden, är en fond för investeringar inom Europeiska unionen. Den var ursprungligen en del av kommissionen Junckers plan för tillväxt och jobbskapande i unionen. Fonden är tänkt att finansiera strategiska investeringar i infrastruktur och riskfinansiering för mindre företag. Enligt kommissionens ursprungliga planer skulle fonden bidra med 315 miljarder euro i ökade investeringar under 2015–2017. Under 2018 hade detta belopp nått 335 miljarder euro. I slutet av 2017 utökades ambitionen för fonden till 500 miljarder euro och dess löptid förlängdes till den 31 december 2020. Junckerfonden administreras delvis av Europeiska investeringsbanken. 2021 bytte fonden namn till det nuvarande.